# Abbaye du Mont-Cornillon
L'abbaye du Mont-Cornillon était un monastère situé à l'extrémité du faubourg Amercœur de la ville de Liège, en Belgique. Ce monastère fut fondé en 1124 par l'évêque de Liège, trois ans après la fondation de l'ordre des Prémontrés par Norbert de Xanten. À l'origine, il était destiné aux chanoines réguliers prémontrés de l'abbaye de Floreffe, près de Namur. Il fut ensuite successivement rattachée à l'ordre des Chanoines réguliers de saint Augustin puis aux Chartreux, et enfin à l'ordre des Carmélites.
L'abbatiale possède une tour et une abside romano-gothique du XIIIe siècle, tandis que le vaisseau est du XVIIIe siècle. On y vénèrait sainte Julienne de Cornillon, la providence des lépreux.

## Géographie
L'abbaye du Mont-Cornillon est un monastère situé à l'extrémité du faubourg Amercœur de la ville de Liège, en Belgique. Plus précisément, elle se trouve sur la rive droite de la Meuse, sur une colline appelée mont Cornillon surplombant cette ville de Liège.

## Histoire
L'abbaye fut fondée par Albéron Ier de Louvain, évêque de Liège, en 1124, trois ans après la fondation de l'ordre des Prémontrés par saint Norbert de Xanten. À l'origine, elle était destinée aux chanoines réguliers prémontrés de l'abbaye de Floreffe, près de Namur.
Dans les premières années de l'ordre, toutes les abbayes de chanoines prémontrés étaient abbayes doubles, les chanoines vivaient sur un côté de l'église et les religieuses, qui avaient la charge de l'hôpital pour femmes, de l'autre côté. Lorsqu'une abbaye se trouvait sur une colline, comme ce fut le cas à Cornillon, le couvent et l'hôpital sont construits au pied de cette colline. Dans notre cas, cet hôpital était une léproserie et fut fondée en 1006.
Julienne de Cornillon, née 1192 et morte en 1258, dont le nom est lié à l'institution de la Fête-Dieu en raison de ses visions, fut religieuse de ce couvent, prieure dès 1222 précisément.
Le premier abbé de Cornillon fut Lucas, l'un des disciples de saint Norbert, un savant et saint religieux, dont certains écrits furent publiés dans la « Bibliotheca Magna Patrum » et aussi par Jacques-Paul Migne.

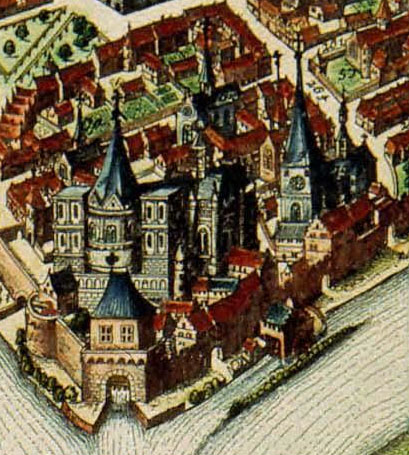
L'abbaye de Saint-Jacques vers 1642, à l'arrière gauche le couvent des Sœurs grises, à l'arrière droit, le couvent des Clarisses, et à droite Beaurepart; extrait de la carte de Johan Blaeu

L'abbaye du Mont-Cornillon et ses biens sont, au XIIIe siècle, l'objet de tant de déprédations et de dévastations et de brigandage, que les religieux n'ont plus de quoi subsister et songent à abandonner Cornillon pour se retirer dans d'autres maisons de leur ordre. Jean de Flandre, l'évêque de Liège, désireux de construire une forteresse sur les hauteurs de Cornillon, ainsi que le chapitre de la cathédrale Saint Lambert viennent à leur secours. Ils organisent avec eux un grand échange de biens en 1288 et leur cèdent, entre autres, le couvent abandonné de Beaurepart en Isle, sur les bords de la Meuse. Les Prémontrés en prennent possession la même année; ils en augmentent sa surface par l'achat de la maison dite de l'abbaye de Floreffe, maison qui provient de Henri de Flémalle, chevalier, et qui deviendra la demeure des évêques de Liège.
Des bâtiments de Cornillon, l'évêque en fait une forteresse pour garantir la ville contre les pillages et les brigandages. Cette forteresse est détruite plus tard, et le terrain donné aux Chartreux qui s'y établissent vers 1360 et jusqu'en 1793, quand ils furent chassés. Les Petites Sœurs des pauvres s'installèrent sur le site d'origine de l'abbaye du Mont-Cornillon et y construisirent une maison pour personnes âgées.
En 1860, Monseigneur de Montpellier installe dans les bâtiments de Cornillon neuf religieuses du couvent des Carmélites déchaussées du Potay.
Vinrent ensuite des Augustins et des Augustines, déjà installés tout à côté et affectés au service des lépreux. À l'église, on vénère sainte Julienne de Cornillon, la providence des lépreux.

## Aspects patrimoniaux et culturels
L'ancienne abbaye comprend des bâtiments des XIIIe et XIVe siècles et du XVIIIe siècle.
L'église pour sa part possède une tour et une abside du XIIIe siècle, mais ses soubassements sont antérieurs à cette époque. La tour est de style roman et elle recouvre la sacristie, l'abside circulaire et d'autres parties en moellons. Cette tour date de l'époque de sainte Julienne, promotrice de la Fête-Dieu. Le vaisseau de l'église est du XVIIe siècle.
Il subsiste d'autres vestiges, issus des bâtiments claustraux des XVIe au XVIIIe siècle.